# Harry Gallatin
Harry Junior Gallatin, detto The Horse (Roxana, 26 aprile 1927 – Edwardsville, 7 ottobre 2015), è stato un cestista e allenatore di pallacanestro statunitense, professionista nella NBA.

## Carriera
Venne selezionato dai New York Knicks al secondo giro del Draft BAA 1949 (20ª scelta assoluta).

## Palmarès

### Giocatore
- Miglior rimbalzista NBA (1954)
- All-NBA Team: 2

First Team: 1954
Second Team: 1955
- NBA All-Star Game: 7

1951, 1952, 1953, 1954, 1955, 1956, 1957
- Inserito nella Naismith Memorial Basketball Hall of Fame nel 1991

### Allenatore
- NBA Coach of the Year (1963)